# Tatyana Orozco
Tatyana Orozco de la Cruz (Barranquilla, 7 de febrero de 1977) es una economista colombiana.
Egresada de la Universidad de los Andes, especialista en mercadeo de la Universidad del Norte. Fue becaria de Colfuturo y realizó estudios de maestría en Development Management en el London School of Economics.
Se ha desempeñado en el Gobierno Nacional de Colombia, como directora del Departamento para la Prosperidad Social (DPS), directora del Departamento de Planeación Nacional (DPN) y viceministra de Turismo. También fue directora ejecutiva de la Fundación Probarranquilla y de la Asociación Portuaria de Barranquilla, así como investigadora en Fundesarrollo. Ocupó el cargo como vicepresidenta de Asuntos Corporativos (CAO) de Grupo SURA desde abril de 2017 hasta octubre de 2020.
A partir de noviembre de 2020, es la presidenta de Arena Del Río, primer distrito de entretenimiento en América Latina que se inaugurará en 2025 en la ciudad de Barranquilla, Colombia.

## Trayectoria
Tatyana Orozco comenzó su carrera profesional como investigadora económica en Fundesarrollo en febrero de 1999 y desde junio de 2000 hasta diciembre de ese mismo año fue coordinadora del programa de Economía de la Universidad del Norte. 
Durante 2001 fue secretaria técnica del Comité Intergremial del Atlántico, entidad en la que estaba encargada de la recolección de información y análisis de la situación financiera, jurídica y técnica de la Empresa Distrital de Teléfonos de Barranquilla y Metrotel S.A.
Entre julio de 2002 y marzo de 2013, Orozco fue directora ejecutiva de Probarranquilla. Dirigir esta entidad significó para ella estar en la junta directiva de varias entidades vinculadas a la Cámara de Comercio de Barranquilla. Fue miembro de la junta directiva de Edubar, el Observatorio del Caribe Colombiano, el Parque tecnológico del Caribe y la Zona Franca de Telecomunicaciones.
En febrero de 2013, fue nombrada por el entonces Ministro de Comercio, Sergio Díaz-Granados, Viceministra de Turismo, cargo que ocupó durante seis meses., y en octubre del mismo año, el presidente Juan Manuel Santos la nombró directora del Departamento Nacional de Planeación, cargo en el que se desenvolvió durante 11 meses.
A partir del 11 de agosto de 2014, y por solicitud del presidente Santos, Tatyana Orozco aceptó la Dirección del Departamento para la Prosperidad Social, cargo que ocupó hasta el 3 de marzo de 2017, cuando presentó su renuncia por planes y objetivos personales. 
En abril de 2017 es nombrada como vicepresidente de Asuntos Corporativos (CAO) de Grupo SURA para liderar los procesos de definición estratégica e innovación al interior de Grupo Sura. Promoviendo y asegurando sinergias entre las compañías del Grupo Empresarial.
En octubre de 2020, decide dar un paso al costado en la organización Grupo SURA para afrontar nuevos retos en su carrera profesional. En noviembre de 2020, asume como presidenta de Arena Del Río, un proyecto realizado en Barranquilla, Colombia, -que se inaugurará en 2025 - el cual, contará con un escenario multipropósito en el que se desarrollarán eventos deportivos y de entretenimiento; tendrá una zona hotelera manejada por Umusic Group y un centro comercial; además, formará un ecosistema de producción de contenidos en el país y en Barranquilla, Colombia.